# Lista över seriefigurer i V for Vendetta

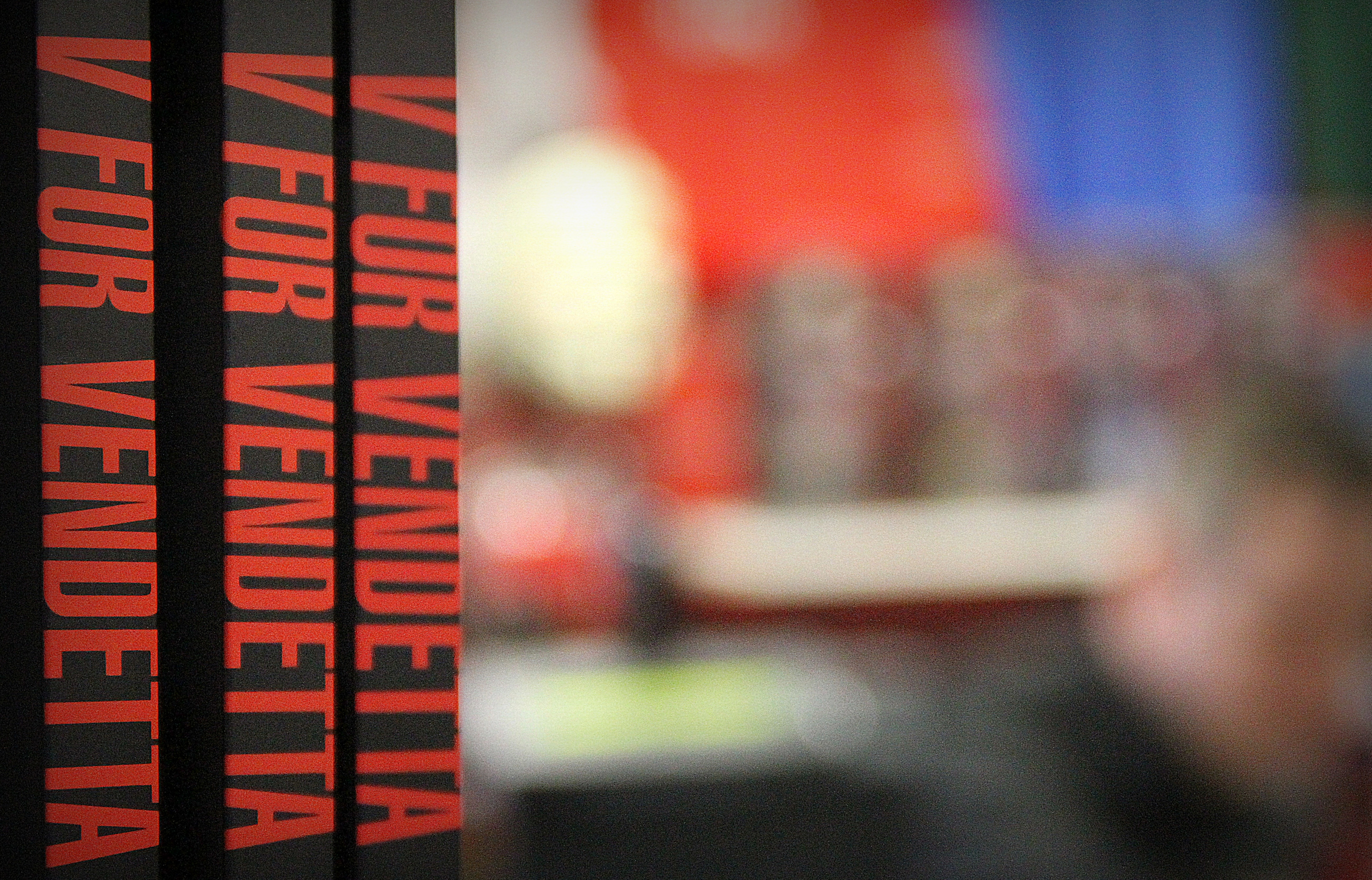
Bokryggen på V for Vendetta.

V for Vendetta är en serieroman skapad av den brittiske serieförfattaren Alan Moore och till största delen illustrerad av den brittiske serietecknaren David Lloyd. Moore påbörjade arbetet med serien under sommaren 1981 och skrev klart den först senvintern 1988. V for Vendetta publicerades till en början av Quality Communications i deras serietidning Warrior (1982–1985) och senare av DC Comics (1988–1989). Den har sedan dess tryckts om upprepade gånger i formatet av samlingsalbum. En filmatisering av V for Vendetta, i regi av James McTeigue, släpptes under 2005.
V for Vendetta utspelar sig mellan november 1997 och november 1998, vilket var 16–17 år in i framtiden när de första kapitlen skrevs. Berättelsen utspelar sig i ett Storbritannien där ett fascistiskt och totalitärt parti, Nordmannaelden, tagit makten och skapat en polisstat. Regimen förföljer inte bara etniska minoriteter utan försöker också utrota avvikande åsikter genom censur av konst, musik och litteratur. Mot detta system står en ensam frihetskämpe under pseudonymen V. V har tidigare suttit fängslad i koncentrationslägret Larkhill, där han i ett av regeringens projekt utsattes för medicinska experiment som gjorde honom såväl fysiskt som psykiskt överlägsen sina fiender. Han lyckas fly från Larkhill och börjar planera en vendetta, dels mot dem som varit anställda vid Larkhill och dels mot den stat som han håller ytterst ansvarig. 
Serieromanens huvudfigurer är V och Evey Hammond, en sextonårig föräldralös flicka som V tar under sitt beskydd och som hjälper honom under hans vendetta. Fokus ligger även på bifigurerna, där några är högt uppsatta medlemmar av Nordmannaelden. När Moore och Lloyd skapade ansiktena på flera av seriefigurerna hämtade de inspiration från skådespelare som de tyckte passade för rollerna och de såg det som att de arbetade med en rollbesättning inför en film. De övriga seriefigurerna skapade Lloyd ur sin egen fantasi baserat på Moores beskrivningar av dem.

## Huvudfigurer

### V
- Riktigt namn: Okänt

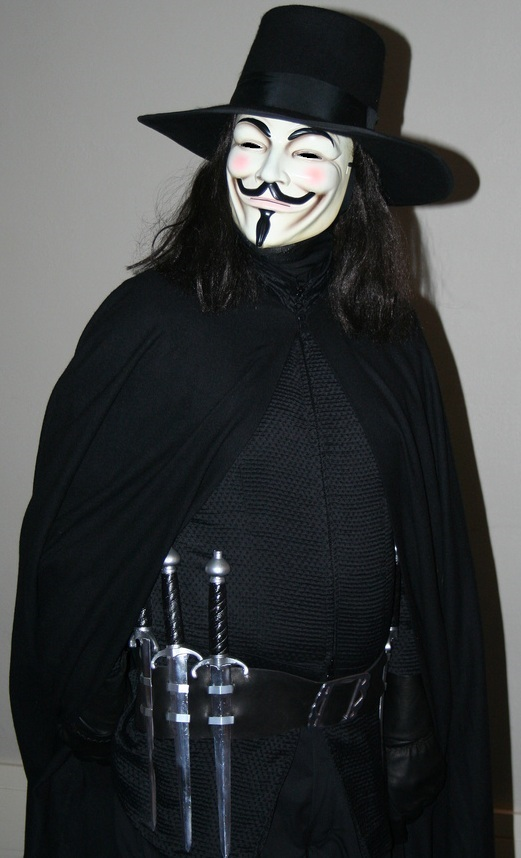
Cosplay av V.

- I filmen från 2005 spelad av: Hugo Weaving / James Purefoy[4][b]

V är huvudpersonen i serieromanen, som varken namnges eller demaskeras. Han är en maskerad anarkist vars mål är att mörda högt uppsatta politiker i det fascistiska och totalitära partiet Nordmannaelden, som styr Storbritannien, och på så sätt underminera deras trovärdighet hos det brittiska folket. V är extremt intelligent och har djupgående kunskaper inom ämnen såsom litteratur, filosofi, datorhackning och hantering av explosiva ämnen. Få saker är kända om V:s bakgrund mer än att han var den enda som överlevde människoexperimenten med ofrivilliga hormoninjektioner på koncentrationslägret Larkhill. I och med dessa hormoninjektioner fick han nästintill omänsklig styrka och uthållighet, fantastiska reflexer och även en hög smärttröskel.
Han går nästan alltid klädd i sin Guy Fawkes-mask och de få gånger han tar av sig den visas inte hans ansikte. Utöver masken är V klädd i en peruk med axellångt mörkbrunt hår, en svart slängkappa, svarta handskar, en svart tunika, en svart hatt, svarta byxor och svarta stövlar. De vapen han använder sig av är främst dolkar, sprängmedel och tårgas. Namnet på V sägs komma från det rum han satt fängslad i på Larkhill, vilket var rum nummer fem skrivet med den romerska siffran V. 
Moore skapade delar av V:s personlighet genom att på måfå öppna en bok av William Shakespeares samlade verk, hitta ett passande citat och arbeta in detta i V:s första möte med ordningsmakten. Moores enda beskrivning av vem V egentligen är var i ett uttalande där han sade att "[d]en enda ledtråd jag kan ge är att han inte är Eveys far, Whistlers mor eller Charleys tant. Bortsett från det är jag rädd att ni får ni klara er själva." Moore sade i en intervju med Engine Comics att om han visste vem V var skulle han avslöja det. Han förklarade att han såg V som en idé bärandes en mask och att denne var mer en symbol än en verklig gestalt. Moore har även sagt att han ser V som en "romantisk anarkist" och inte som en hjälte. V har av Craig Klein jämförts med Fawkes på grund av sin upproriska personlighet: "Ta bort allt relaterat till [Guy] Fawkes och hans medkumpaner och det du får är uppror i sin renaste form: uppror mot regeringen, mot religionen, mot ideologin."

### Evey Hammond
- I filmen från 2005 spelad av: Natalie Portman / Madeleine Rakic-Platt[12][c]

Evey "Eve" Hammond, född i september 1981 och tidigare bosatt på Shooters Hill i södra London, är en sextonårig föräldralös flicka. Som ung led hon av astma. Hammond säger sig ha ett jobb i en ammunitionsfabrik, men i början av serien gör hon ett försök att prostituera sig eftersom hon behöver pengar. Under detta prostitutionsförsök blir hon nästan våldtagen och mördad, men hon räddas av V som tar med sig henne till sitt hem kallat Skuggornas galleri. Väl där berättar hon sin bakgrundshistoria: om hur hennes mor dog av en sjukdom 1991 och om hur hennes far, som tidigare varit med i ett socialistiskt parti, blev hämtad av några medlemmar i Nordmannaelden på hennes födelsedag 1993 för att aldrig mer synas igen och om hur hon själv tvingades arbeta med att packa tändstickor i fyra år. Hammond hjälper V att mörda den perverse biskopen Anthony Lilliman, men blir upprörd eftersom hon inte var medveten om V:s planer att mörda honom. V lämnar Hammond ensam på gatan när hon börjar ställa frågor om vem han egentligen är och hon tvingas då söka tröst hos en kriminell man vid namn Gordon. Gordon mördas strax efteråt och Hammond blir tillfångatagen och fängslad efter att hon själv försökt mörda en person. Hon torteras och förhörs under flera veckors tid, men blir till slut frisläppt. Hammond får reda på att hela fängelsevistelsen var iscensatt av V, som förklarade att han gjorde henne detta för att han älskade henne och ville befria henne. Hammond bestämmer sig för att hjälpa V och när han slutligen dör ikläder hon sig hans mask och tar över hans roll. Hammonds roll står dock i kontrast till V:s; medan han var en mördare och en förstörare ses Hammond mer som en lärare och en som återuppbygger.

## Bifigurer

### Medlemmar av Nordmannaelden

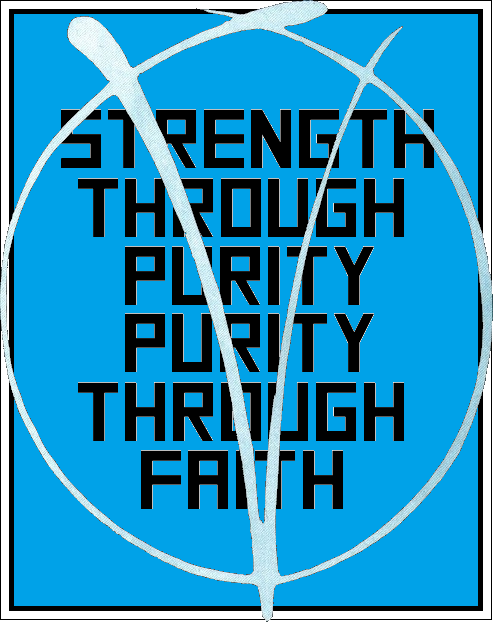
Propagandaaffisch av Nordmannaelden med V-märket målat över slagorden (i den svenska översättningen användes slagorden "Styrka genom renhet, renhet genom tro").

Nordmannaelden är det fascistiska och totalitära partiet som 1992 tog kontrollen över Storbritannien. De allierade sig med storföretag i landet och kort efter att de kommit till makten började de sätta svarta människor, asiater, vänsteraktivister och homosexuella i koncentrationsläger. Nordmannaelden gav även den engelska kyrkan mer makt och grundade en TV-kanal, vid namn NTV, från vilken de sände sin propaganda. Partiet använder sig av slagorden "Styrka genom renhet, renhet genom tro" och delas upp i flera avdelningar, däribland Ögat, Örat, Munnen, Fingret och Näsan, som alla är ansvariga för olika delar av spridandet av partiets propaganda och som styrs från avdelningen Huvudet. I V for Vendetta kämpar V för att störta Nordmannaelden från maktpositionen i Storbritannien.
Eric Finch
- I filmen från 2005 spelad av: Stephen Rea

Eric Finch är en högt uppsatt medlem av Nordmannaelden. Han är även poliskommissarien för New Scotland Yard och ledare för den vanliga polisstyrkan som kallas Näsan. Finch har tidigare haft en romantisk relation med Delia Surridge och han har möjligtvis även haft en son, Paul, tillsammans med en kvinna vid namn Cynthia. Finch är pragmatisk till sättet och säger sig vara med i partiet enbart eftersom han hellre vill se en strukturerad värld än en i kaos. Trots detta ses han som hedervärd och pålitlig och partiledaren Adam Susan håller honom högt. Finch är arbetsnarkoman och den som leder utredningen mot V, vilket han gör med stor hängivenhet. Mot slutet av V for Vendetta är det Finch som dödar V. Han väljer att lämna partiet och hela serieromanen avslutas med att Finch går på en mörk och övergiven motorväg på väg bort från London.
Adam Susan
- I filmen från 2005 spelad av: John Hurt[d]

Adam James Susan är partiledaren för Nordmannaelden, som han styr från avdelningen Huvudet, och en tidigare polismästare. Susan lever ett tillbakadraget liv tillsammans med sitt livs stora kärlek, ett datorprogram vid namn Ödet, vilket han föredrar framför mänsklig kontakt. Susan är hängiven solipsismen och ser sig själv och Ödet som de enda "riktiga" varelserna som existerar, även om han innerst inne verkar bry sig om det folk han leder. Han har starka fascistiska och rasistiska värderingar, men det framkommer att dessa värderingar enbart växt fram som svar på hans ensamhet. Susan beskriver sig själv med orden: "Jag är ledaren. Ledare för vilsna, härskare över ruiner. Jag är en man som andra. Jag leder landet jag älskar bort från nittonhundratalets ödemarker. Jag tror på överlevnad, på den nordiska rasens öde. Jag tror på fascismen. [...] Jag tror på styrka. Jag tror på enighet. [...] Jag är inte älskad, det vet jag, vare sig till kropp eller till själ. [...] Men jag är respekterad, jag är fruktad och det räcker." Den 9 november 1998 mördas han av Rosemary Almond, änkan till en av Susans tidigare partikolleger.
Derek Almond
Derek Almond är ledaren för Nordmannaeldens hemliga polisstyrka, som går under namnet Fingret. Derek är gift med Rosemary Almond och tillsammans bor de på Knightsbridge. Derek misshandlar Rosemary både psykiskt och fysiskt; vid ett tillfälle hotar Derek även henne till livet. Efter att V sprängt parlamentet i luften får Derek uppdraget av Susan att lokalisera och eliminera V. Han lämnar över delar av undersökningen till Finch, som tar hjälp av sin kollega Dominic Stone. När Derek av Finch får reda på att doktor Delia Surridge är V:s nästa offer bestämmer han sig för att konfrontera V, vilket sker runt midnatt natten till den 24 december 1997. Efter att Derek misslyckas med att skjuta V blir han i stället dräpt av honom och ny chef för Fingret blir då Peter Creedy.
Peter Creedy
- I filmen från 2005 spelad av: Tim Pigott-Smith

Peter Creedy är den partimedlem som tar över ledarskapet för Nordmannaeldens hemliga polisstyrka Fingret efter det att Derek Almond dräpts av V. Under sitt första möte med Eric Finch slår Finch ned Creedy efter att denne fällt en olämplig kommentar om Delia Surridge, vilket leder till att Finch tvingas ta semester. Creedy är en man som inte skyr några medel för att få sin vilja igenom och hans målsättning är att ta över platsen som partiledare för Nordmannaelden. Creedy lejer brottslingen Alistair Harper för att hjälpa honom uppnå detta mål, men hans plan misslyckas när det visar sig att Harper egentligen arbetar för Helen Heyer. Harper mördar sedan Creedy med en rakkniv, som vid sin död hade utsett sig själv till partiets befälhavare.
Conrad Heyer
- I filmen från 2005 spelad av: Guy Henry

Conrad Heyer är ledaren för Nordmannaeldens övervakningsavdelning, vilken går under namnet Ögat. Conrad är gift med Helen Heyer, som manipulerar honom eftersom hon vill att han ska ta över platsen som partiledare för Nordmannaelden; för detta har Conrad beskrivits som "ryggradslös". Helen samarbetar med Harper för att få bort Creedy från ledarskapet för Fingret och för att få Conrad vald till partiledare. Helen inleder en sexuell relation med Harper, något som filmas av en av partiets övervakningskameror och som hon är fullt medveten om. Conrad kommer sedan över videobandet som visar Helens otrohet och väljer då att mörda Harper. Dock skadas Conrad av Harpers rakkniv och när Helen märker vad Conrad gjort blir hon rasande och sätter upp en videokamera som filmar honom under tiden som han förblöder.
Brian Etheridge
- I filmen från 2005 spelad av: Eddie Marsan

Brian "Bunny" Etheridge är ledaren för Nordmannaeldens avlyssningsavdelning, vilken går under namnet Örat. Etheridge är gift. Han lider av någon sorts talstörning och när han talar säger han ofta "eh" eller "öh" mitt i sina meningar. Han arbetar över på kvällen den 5 november 1998, när V spränger den byggnad han då befinner sig i och Etheridge avlider av explosionen.
Roger Dascombe
- I filmen från 2005 spelad av: Ben Miles

Roger Dascombe är ledaren för Nordmannaeldens propagandaavdelning, vilken går under namnet Munnen. Han framställs som en självgod och skämtsam person som gärna driver med Derek Almond. Efter att Derek har dräpts av V förför Dascombe hans änka, Rosemary Almond. Hon både känner sig äcklad av och hatar Dascombe, men går ändå med på att börja träffa honom eftersom hon inte vill vara ensam. När V bryter sig in i NTV:s lokaler i Jordan Tower den 23 februari 1998 tvingar han Dascombe att spela upp det videoband han hade med sig. V klär sedan ut Dascombe i en av sina egna utstyrslar, vilket leder till att den insatsstyrka som når Jordan Tower i jakt på V av misstag skjuter ihjäl Dascombe.
Anthony Lilliman
- I filmen från 2005 spelad av: John Standing

Biskop Anthony "Tony" James Lilliman är Nordmannaeldens röst inom den engelska kyrkan. Han var under 1992–1993 präst på koncentrationslägret Larkhill, där V satt fängslad, innan han erhöll sitt biskopsämbete i Westminster Abbey. Lilliman är pedofil och har vid upprepade tillfällen haft samlag med flickor under den sexuella myndighetsåldern. Den 20 december 1997 besöker Hammond Lilliman och utger sig för att vara från den agentur Lilliman vanligtvis använder för dessa sexuella relationer. Lilliman försöker våldta Hammond, men hon undkommer samtidigt som V tar sig in i rummet. V mördar sedan Lilliman genom att mata honom med ett nattvardsbröd som förgiftats med cyanid.
Lewis Prothero
- I filmen från 2005 spelad av: Roger Allam

Lewis Prothero är Nordmannaeldens radiopratare och han arbetar i Jordan Tower tillsammans med propagandaavdelningen Munnen, där han kallas för "Ödets röst". Prothero är en samlare av dockor och har en bakgrund som militär. Han var tidigare kommendant på Larkhill och under sin tid där beskrevs han av Surridge som en "vulgär och otrevlig" person och vid ett tillfälle benämnde hon honom "den feta paddan". Prothero var den som valde ut försökspersoner för Surridges människoexperiment och ett av hans val föll på V. Efter sin tid på Larkhill blev Prothero istället "Ödets röst", men under en tågresa kidnappas han av V. V tar med Prothero till Skuggornas galleri, som han byggt om för att det ska se ut som koncentrationslägret Larkhill. Där iscensätter V vad han kallar för "en varieté", som slutar med att Prothero listar ut vem V är. V förstör då Protheros docksamling, vilket gör Prothero sinnesrubbad och när han senare återfinns av partiet är de enda ord han kan upprepa om och om igen "ma-ma". Prothero lyckas dock senare säga "rum fem" när han blir utfrågad av Finch.
Delia Surridge
- I filmen från 2005 spelad av: Sinéad Cusack

Doktor Delia Anne Surridge är Nordmannaeldens rättsmedicinska läkare och en tidigare botaniker. Mellan 1992 och 1993 arbetade hon på Larkhill, där hon var ansvarig för människoexperimenten med det som benämns serum 5. Av de 48 människor Surridge experimenterade på var V den person som intresserade henne mest och i sin dagbok skriver hon att V:s "personlighet är oerhört attraherande", men att "han är otroligt ful". Surridge flyttade sedan till London och blev där partiets rättsmedicinska läkare. Hon och Finch hade en romantisk relation och under sin undersökning av biskop Lillimans lik får hon klart för sig att det är V som ligger bakom mordet. V besöker sedan Surridge i hennes hem i Plaistow sent en kväll och mördar henne med en smärtfri giftinjektion. Innan hon avlider ber hon om ursäkt för sina handlingar och frågar V om att få se hans ansikte en sista gång, vilket hon denna gång beskriver som "vackert".
Dominic Stone
- I filmen från 2005 spelad av: Rupert Graves

Dominic Stone är Finchs assistent i sökandet efter V och i likhet med Finch är han medlem av Nordmannaelden främst för att han vill göra sin plikt för England och inte för att han känner någon sorts tillhörighet till partiet. Stone är den som kommer fram till V:s koppling till Larkhill och att V haft tillgång till Ödet under hela tiden han varit verksam. Stone utsågs till tillförordnad chef för Näsan efter det att Finch försvunnit men under upploppen i november 1998 kidnappas han av Hammond, som klätt ut sig till V. Hammond tar med Stone till Skuggornas galleri där hon bestämmer sig för att träna upp honom till att bli hennes efterträdare.

### Övriga figurer
Rosemary Almond
Rosemary Almond (även kallad Rose eller Rosie) är gift med Derek Almond, ledaren för Nordmannaeldens hemliga polisstyrka Fingret, och tillsammans bor de på Knightsbridge. Derek misshandlar Rosemary både psykiskt och fysiskt; vid ett tillfälle hotar han henne även till livet. Efter att Derek dräpts av V börjar Roger Dascombe, ledaren för Nordmannaeldens propagandaavdelning Munnen, förföra Rosemary. Hon både känner sig äcklad av och hatar Dascombe, men går ändå med på att börja träffa honom eftersom hon inte vill vara ensam. Även Dascombe dör och Rosemary blir utstött och hamnar i ekonomisk knipa. Hon tvingas ta jobb på nattklubben Kitty-Kat trots att hon tidigare jobbat på en bank. Rosemary köper en revolver för att, med hennes egna ord, "försvara sig" och med detta vapen mördar hon partiledaren Adam Susan. Det sista som syns av Rosemary är när hon förhörs av några partimedlemmar som försöker lista ut om hon har någon koppling till V.
Helen Heyer
Helen Heyer är gift med Conrad Heyer, ledaren för Nordmannaeldens övervakningsavdelning Ögat. Helen manipulerar Conrad eftersom hon vill att han ska ta över platsen som partiledare för Nordmannaelden. Hon samarbetar med Harper för att få bort Creedy från ledarskapet för Fingret och för att få Conrad vald till partiledare. Helen inleder en sexuell relation med Harper som filmas av en av partiets övervakningskameror; något hon är fullt medveten om. Conrad kommer sedan över videobandet som visar Helens otrohet och väljer då att mörda Harper. Dock skadas Conrad av Harpers rakkniv och när Helen märker vad Conrad gjort blir hon rasande och sätter upp en videokamera som filmar honom under tiden som han förblöder. Efter upploppen i november 1998 umgås Helen motvilligt med några luffare som tvingar till sig sexuella tjänster för att de ska skydda henne.
Gordon
- I filmen från 2005 spelad av: Stephen Fry[e]

Gordon (även kallad Gord och Go'die) är en småskurk som främst sysslar med smuggling. Efter att V har övergett Hammond flyttar hon in med Gordon och de blir senare ett älskande par. Gordon är sedan tidigare bekant med Harper, men den 11 juni 1998 blir Gordon mördad i sitt hem av Harper och en av dennes kumpaner.
Alistair Harper
Alistair "Ally" Harper är en skotsk brottsling som beskrivs av Hammond i följande ordalag första gången hon träffar honom: "Det är den där skotten han [Gordon] nämnde, Harper. Vad var det han sa? Alla stridigheter och attentat i norr. Alla de skotska gängen på väg till London. Jag har en konstig smak i munnen..." Harper är sedan tidigare bekant med småskurken Gordon, men efter en dispyt med honom mördar Harper och en av hans kumpaner Gordon i sitt hem den 11 juni 1998. Harper lejs av Peter Creedy, ledaren för Nordmannaeldens hemliga polisstyrka Fingret, för att han ska kunna uppnå sitt mål att ta över platsen som partiledare. Dock misslyckas Creedys plan när det visar sig att Harper egentligen arbetar för Helen Heyer och Harper mördar sedan Creedy med en rakkniv. Harper och Helen inleder en sexuell relation, men när Helens man (Conrad Heyer) får reda på detta mördar han Harper.
Valerie Page
- I filmen från 2005 spelad av: Natasha Wightman / Imogen Poots[f]

Valerie Susan Page, född 1957 i Nottingham, är den fånge som satt inlåst i rum fyra (det vill säga rummet bredvid V) på Larkhill. Hon skrev ned sin livsberättelse på toalettpapper som V kom över under sin tid i koncentrationslägret. När V sedan höll Hammond fängslad såg han till att även hon kom över Valeries livsberättelse. I den berättar Valerie att hon under sin skoltid träffade sin första flickvän, Sara, men att Sara växte ifrån henne. 1976 kom Valerie ut för sina föräldrar när hon tog med sin flickvän Christine hem. Valeries föräldrar accepterade inte hennes sexuella läggning och hon flyttade till London en vecka efteråt. Hon började skådespela och 1986, under inspelningen av filmen The Salt Flats, träffade hon Ruth, sitt livs kärlek. 1992, efter det att Nordmannaelden tagit makten över landet, arresterades Ruth av partiet och torterades för sin sexuella läggning. Ruth begick självmord kort därefter och Valerie arresterades och skickades till Larkhill, där hon avled av de experiment hon utsattes för. Valeries livsberättelse inspirerade V att genomföra sin vendetta mot Nordmannaelden.